# 赖特·米尔斯
查爾斯·赖特·米尔斯（英語：Charles Wright Mills，1916年8月28日—1962年3月20日），美国著名社会学家，哥伦比亚大学社会学系教授。他以《权力精英》、《白领——美国的中产阶级》和《社会学的想象力》等著作而知名。米尔斯关注二战之后知识分子的责任，倡导公共和政治参与而不是冷漠的观察。米尔斯的传记作家丹尼爾·蓋里（Daniel Geary）认为，米尔斯的著作在1960年代新左翼社会运动中有极其重要的影响力。

## 生平

### 早年
米尔斯1916年8月28日生于德克萨斯州韦科，大学先在德克萨斯州A&M大学就读了一年，随后在德克萨斯州大学奥斯汀分校获得社会学学士和硕士学位。在1939年毕业时，米尔斯已经在美国社会学评论和美国社会学期刊上发表了论文:40。在德克萨斯求学期间，米尔斯遇到了自己的第一任妻子多蘿茜·海倫·史密斯（Dorothy Helen Smith），她也在此攻读社会学硕士学位。1942年米尔斯获威斯康星大学麦迪逊分校社会学博士学位。他的博士论文《A Sociological Account of Pragmatism: An Essay on the Sociology of Knowledge》:77，在被评审后米尔斯拒绝修改，最后他的论文在没有获得评审的情况下被通过。当他得知自己获得马里兰大学学院市分校社会学教职后，就立即离开了威斯康星。

### 职业生涯前期
米尔斯1941年至1945年在马里兰大学担任助理教授期间，就开始参与美国政治。在二战期间，米尔斯与历史学家理查德·霍夫施塔特、弗兰克·弗赖德尔和肯内特·M·斯坦普成为挚友。这四位学者围绕战争及其影响等议题，合作撰写了许多著作:47。
在二十世纪四十年代中期米尔斯仍在马里兰时，他开始给《新共和》、《新領袖》和《政治》等杂志供稿。:67–71
1945年，在确定获得哥伦比亚大学应用社会调查局助理研究员职位后，米尔斯移居纽约，与妻子分居，随后于1947年离婚。米尔斯于1946年成为哥伦比亚大学社会学助理教授。。1945年4月，米尔斯获得古根海姆基金会2500美元的研究资助，在此期间他创作了《白领——美国的中产阶级》，最终于1951年发表:81。1946年，他和漢斯·葛斯（Hans Gerth）合作的《马克斯·韦伯社会学文集》，一本马克斯·韦伯的论文译著发表:47。1953年，他们又合著了第二部著作，《Character and Social Structure: The Psychology of Social Institutions》:93.
1947年，米尔斯与第二任妻子露絲·哈珀（Ruth Harper）结婚。哈珀是应用社会调查局的统计学家，她帮助米尔斯创作和整理了《New Men of Power》（1948）、《白领——美国的中产阶级》（1951） 和《权力精英》（1956）等著作。1949年，米尔斯作为芝加哥大学的访问学者，和妻子前往芝加哥，一个学期后返回。1956年7月1日，米尔斯成为哥伦比亚大学社会学教授。1956至1957年，米尔斯作为富布赖特学者前往哥本哈根大学，全家移居哥本哈根。1957年，米尔斯与哈珀分开，独自返回，随后他们在1959年离婚。

### 后期
1959年，米尔斯娶了第三任妻子耶羅絲拉娃·蘇馬奇（Yaroslava Surmach），一位乌克兰后裔的艺术家，并定居纽约州罗克兰县。1960年8月，米尔斯前往古巴，准备撰写 Listen, Yankee 一书。在古巴，他访谈了菲德尔·卡斯特罗，后者宣称自己读过米尔斯的《权力精英》:312。
米尔斯性格冲动，而且以好斗而闻名。他的私人生活——有三任妻子并且与他们各有一个孩子，他对学者和合作者的挑战和批评，都加深了人们对他“狂躁”的印象。他撰文批评威斯康星大学前社会学系系主任，尽管有点隐晦但相当大胆，他称霍華德·保羅·貝克（Howard Paul Becker）是个货真价实的笨蛋。在一个特别的场合，当时米尔斯正在访问苏联，有一次他被人尊称为美国社会的主要批判者，于是他通过向一位被斯大林净化和清洗的早期苏维埃领导人敬酒，来表达他对苏联审查制度的不满。他说，“为托洛茨基的著作在苏联公开发表的那一天而致敬！”
在歐文·路易·霍羅維茨（Irving Louis Horowitz）的一本关于米尔斯的传记中，作者认为米尔斯意识到自己的心脏问题，并推断这影响到了他的生活方式。米尔斯是一个工作迅速并且高效的人，这被认为是米尔斯知道自己活不长的结果。霍羅維茨 称米尔斯是一个“寻找自己命运”的人。:81
米尔斯一生都受到严重的心脏病的折磨，1962年3月20日第四次心脏病发，夺去了他的生命。

## 思想来源
米尔斯强烈受到实用主义的影响，尤其是乔治·贺伯特·米德、约翰·杜威、查尔斯·桑德斯·皮尔士和威廉·詹姆士。米尔斯著作中社会结构的部分主要受马克斯·韦伯和卡尔·曼海姆的影响。米尔斯自称也受到马克思主义的一般影响，他强调马克思主义已经成为社会学家必不可少的工具，因此是社会学必须教授的内容。
在成为社会学家之前，米尔斯是一个哲学狂人，他激进的思想、平等主义民主是受到托斯丹·范伯伦、乔治·贺伯特·米德和约翰·杜威等人思想的直接结果。
在威斯康星大学期间，米尔斯受到一位来自德国的社会学家漢斯·葛斯的巨大影响。通过葛斯，米尔斯了解到欧洲的社会理论。:39

## 著作
《马克斯·韦伯社会学文集》（From Max Weber: Essays in Sociology）（1946）是米尔斯与 Gerth 一起编译的。他们从1940年开始合作，选择了韦伯的一些德语作品然后将其翻译成英语。他们在这本书引言的开头就讨论了英语单词与德语文本中的一些差异，试图表明他们想要尽可能地忠实原文。
《The New Men of Power: America's Labor Leaders》（1948）研究了“劳动的形而上学”以及劳工领袖与商业雇主的动态关系。这本书在结论中称，劳工运动已经完全放弃了传统的对抗角色，在资本主义系统内达成了和解。在面包与奶油的安抚下，工会在美国的权力结构中选择了一种顺从和次属的角色。
《The Puerto Rican Journey》（1950）是米尔斯与克拉倫斯·瑟尼爾（Clarence Senior）和蘿絲·科恩·戈德森（Rose Kohn Goldsen）一起合著的，记述了一种方法论研究，没有任何社会学的理论框架。
《白领——美国的中产阶级》（1951）对美国的中产阶级提供了丰富的历史描述，认为科层制已经碾压了中产阶级工人，剥夺了他们的独立思想，将其变为近乎半自动化的、受压迫的但是又很快乐的人。米尔斯认为在工作场合有三种权力：强制或者说身体暴力、权威和操纵。在这部著作中，米尔斯的思想与韦伯不谋而合，都认为西方社会陷入了科层制理性的“铁笼”之中，这将导致社会更关注理性而不是合理（reason）。米尔斯担心中产阶级正在“政治上被阉割、文化上被愚弄”，这将导致权力从中产阶级转移到强大的社会精英的手中。中产阶级工人获得了足够的薪资，但是已经与世界异化，因为他们无力影响和改变这个世界。
《Character and Social Structure》（1953）是米尔斯与葛斯合著的。这被认为是他最具有理论性的著作，尽管葛斯明确称他为，“一个优异的行动者，一个傲慢的、在创作上前程远大的、喜欢骑马和射击的德州牛仔”。简单说，Character and Social Structure 将实用主义的社会行动主义和个人结构与韦伯社会学的社会结构结合，以角色为中心，这些角色的互动方式，就是与制度产生联系的方式。
《权力精英》（The Power Elite） (1956) 描述了政治精英、军事精英和经济精英之间的关系，强调他们拥有共同的价值观，强调权力存在于社会精英的权威集中化过程中。权威的集中化由以下部分组成：第一，军事上的形而上学，换言之，一个由军事定义的现实；第二，阶层身份认同，将他们自身与社会的其他人相区分，并且自认为优于其他人；第三，互换性，在三种制度机构之间或者内部相互流动，掌控着位置所带来的权力；第四，组织化/社会化，即，新成员社会化的完成是基于他们多大程度上“克隆”已经建立起来的精英交往模式。米尔斯对权力精英的观点是，他们代表了自身利益，包括维持一种“永久的战时经济”来控制美国资本主义的衰落与流动，掩盖一种“通过大众媒体来塑造的可操纵的社会和政治秩序”。
《The Causes of World War Three》 (1958) 和《Listen, Yankee》 (1960) 紧随其后的重要著作。在这两部著作中，米尔斯试图创造一种社会道德呼声，使得权力精英能够对“公众”负责。虽然 Listen, Yankee 极具争议，但是是在一个古巴革命的立场对古巴革命的探索，也是对美国那段历史的创新性叙述。
《社会学的想象力》（The Sociological Imagination） (1959)是米尔斯最有影响力的一部著作。1997年的一项调查，询问国际社会学协会成员二十世纪出版的最有影响力的社会学著作，《社会学的想象力》排名第二（仅次于马克斯·韦伯的《经济与社会》）。社会学的想象力是社会学研究的心智品质，强调在个人经历与社会关系中建立联系。米尔斯强调社会科学家的关键任务是“将个人困扰转变为社会议题”。困扰与议题的区别是，困扰只与个人有关，而议题则与一群人相联系。例如，一个找不到工作的人是陷入了困扰，但是一个高失业率的城市则是遭受了社会议题。然后社会学家，将他们的个人经历和挑战与社会制度巧妙地联系起来。社会科学家再将这些制度和社会结构联系起来，并将其置于历史叙述之中。
在《马克思主义者》（The Marxists） （1962）一书中，米尔斯通过对“人的图景”这一模型的解释，来批判现代自由主义和马克思主义。他认为自由主义行不通，不能创造一个包罗万象的社会图景，只是为中产阶级准备的意识形态。而马克思主义，可能在整体上是错误的，但是它在社会结构、社会历史的机制和个人角色中起作用。米尔斯使用马克思主义模型的一个苦恼是，他的分析单位太小而且有自主性，因为太简单而无法用来解释资本主义。于是，米尔斯将马克思作为决定论者。

## 遗产
墨西哥作家卡洛斯·富恩特斯将他的小说《阿尔特米奥·克罗斯之死》（1962）献给米尔斯，称他为“北美洲真正的声音，拉丁美洲奋斗中的朋友和伙伴”。富恩特斯是《Listen, Yankee》的粉丝，佩服米尔斯的远见，因为米尔斯看到了作为国家公民的古巴人正在经历革命性的变化。
米尔斯的书信和其他作品被他的两个孩子 凱瑟琳（Kathryn）和帕米拉（Pamela）编印成书，取名《C Wright Mills: Letters and Autobiographical Writings》。可以从这本著作中全面感受米尔斯的遗产。在这本书的序言中，丹·韋克菲爾德（Dan Wakefield）认为米尔斯对美国社会的见解超出了社会学的研究领域。米尔斯通过他的思想，阻止美国社会陷入“大众社会”的陷阱。许多学者认为米尔斯的思想激发了二十世纪六十年代的社会运动，尽管这些运动发生在他死后。他的作品在美国广受赞誉而且传播到世界各地，被翻译成23种语言。最后，韋克菲爾德以争议不断作为米尔斯的特质：
|  | 在那个教授们穿着灰色的法兰绒套装的小心翼翼的时代，米尔斯骑着他的宝马牌摩托一路轰鸣到晨边高地，穿着格子衬衫、旧牛仔裤和工作靴，栓着皮绳的露营袋子里装着书，斜跨在胸前。不论在教室里还是他的书里，米尔斯都是一位伟大的教师。他的演讲像他的个人形象一样炫目，他与卡尔·曼海姆、马克斯·韦伯和何塞·奥特嘉·伊·加塞特等重量级社会理论家为伍。他猛敲桌子，宣称每一个人都应该建造自己的房子（他自己就是这么做的），宣称在上帝的帮助下，使用恰当的研究，我们应该可以建造自己的汽车！使用这种方式，米尔斯将我们学者，从”麻木的一代”研究者中喊了出来！:6 |

1964年，社会问题研究协会设立了赖特·米尔斯奖，奖励那些“卓越社会科学研究和对超凡社会学家赖特·米尔斯传统中的个人和社会有深刻理解的典范著作”。

## 观点
米尔斯的学术观点一直处于争议之中。米尔斯常被视为一个“秘密马克思主义者”，因为他强调社会阶层和各个阶层在历史进程中的角色，并且努力保存马克思主义传统在社会理论中的地位。当然很多学者不这么看，他们认为米尔斯更接近马克斯·韦伯，而韦伯则被很多社会学家视为现代自由主义和反马克思主义的老牌代表。然而，米尔斯使用政治、经济和军事制度来描述社会结构，而不是文化，这一点有力地证明了米尔斯站在了马克思的立场，而不属于韦伯阵营。此外，他编译的《马克斯·韦伯社会学文集》并没有收录《新教伦理与资本主义精神》，这也说明他不属于韦伯这一派。米尔斯接受了韦伯的科层制作为内在的社会控制的思想，以及韦伯的历史研究方法，但没有接受自由主义（而是成为它的批判者）。
尽管米尔斯从来都没有接受“马克思主义者”的标签，但他曾对自己最亲密的朋友说过，他感觉自己更接近经过修正的人道的马克思主义。米尔斯在自己的选集《Power, Politics and People》（Oxford University Press，1963）中，将自己视为一位在青年马克思主义精神下工作的“平民马克思主义者”。在1956年他给朋友 貝特（Bette）和哈維·斯瓦多斯 的一封信中，他说，“在这个时候，不要忘了，即使是保罗·斯威齐（这样的马克思主义者）也比所有像约翰·斯图尔特·密尔这样墨守成规的自由主义者加起来更有用。”
在1957年秋天“给同志的信”（Letters to Tovarich，一篇自传性文章）中有一段重要的引文，叫做“我将成为什么样的人以及我为何会成为这样的人”（"On Who I Might Be and How I Got That Way"）：
|  | 你问我，‘你将成为什么样的人？’现在我回答你：我是一个世界产业工人组织的成员（Wobbly）。’我是指在精神和政治意义上的。我是从政治道德而非政治倾向上这么说的，我成为世界产业工人组织的成员就只为了一个目的：反对官僚制。……我在内心深处是一个世界产业工人组织的成员，有良好的目的。我不在鲸鱼的肚子里（乔治·奥威尔在作品集《在鲸腹中》将亨利·米勒的作品摒出一切政治的行为，称为“在鲸腹中”），我通过社会区隔和自助走上这条路。但是你知道世界产业工人组织成员是什么吗？它是一种精神状态。同志，不要害怕这个词。一个世界产业工人组织的成员不仅听命于自己，而且他能保证自己永远成为自己。他不喜欢那些老板，无论是资本主义的或者共产主义的。在任何时候、任何情况和任何追求下，他想成为，他想每一个人，都成为自己的主人。这种精神状态，而且只有这种精神状态，才是一个世界产业工人的自由。:252 |

余下两段引文是凱瑟琳·米爾斯（Kathryn Mills）为了让人们更好的理解米尔斯微妙的思想而选择的：
斯坦利·阿羅諾維茨 在《A Mills Revival?》中认为，米尔斯似乎知道自己尽管同时受到马克思和韦伯的影响，但比起韦伯更接近马克思。
米尔斯认为可以通过社会学的想象力将宏观分析和微观分析连接起来，这使得他的后继者们能够在个体的内心和外部群体的历程这个意义上理解更广阔的历史图景。个体只有将自己置身于所处的时代之中才能深刻领会自己的体验，其中的关键是将个体困扰与公共议题相结合。
米尔斯与马克思主义社会学和“冲突社会学家”的共同点在于，他们都认为美国社会无权者与有权者高度分化，制度化地形成区隔。他也关注异化，社会结构对个性的影响，精英和大众媒体对民众的操纵等问题。米尔斯将马克思主义者关注的议题，与韦伯式学者更关注的个体意义和小群体的动机等议题结合起来。
米尔斯在他一生的作品中和为人处世上，都有各种好斗的观点。使用这种方式，米尔斯进行自我放逐。
|  | 我是一个异乡人，不仅是地理上的，而且是在内心深处，在正义的道路上。 |

米尔斯也十分关注苏联。因为对美国社会的批判，他被邀请到苏联去，他利用这个机会攻击苏联的审查制度。米尔斯持有一种富有争议的观点，他认为美国和苏联都是被相似的官僚主义权力精英所统治，因此他们之间更多的是相似性而不是差异性。
总之，米尔斯将社会学家理解为，使用恰当方式进行的，一种发自内心的为民主进程服务的政治活动家。
|  | 将个人困扰转换为公共议题，将公共议题转换为诸多个体意义上的理解，这是社会科学家的政治任务。展示这种社会学的想象力，是他在著作中，在教学中，以及在他的一生中的任务。为身边的人们培养这种心智品质是他的目的。保证这些结果就是保卫理性和个人主义，使其成为民主社会的主流价值。 |

当代美国学者康乃尔·韦斯特在他的著作 《American Evasion of Philosophy》认为，米尔斯追随实用主义传统。米尔斯认同杜威“创造性的民主”的目标，强调政治实践的重要性，但是批评杜威对美国僵化的权力结构的忽视. 米尔斯的博士论文以《Sociology and Pragmatism: The Higher Learning in America》为题，韋斯特将米尔斯与与他同时代的悉尼·胡克和雷茵霍尔德·尼布尔并称为实用主义中世纪危机中的思想家。